# Klui klui
Un klui klui,  mot signifiant « galette » en fon-gbe au Bénin, en yoruba au Nigeria et en Kabiè au Togo, est un aliment à base de pâte d'arachide.

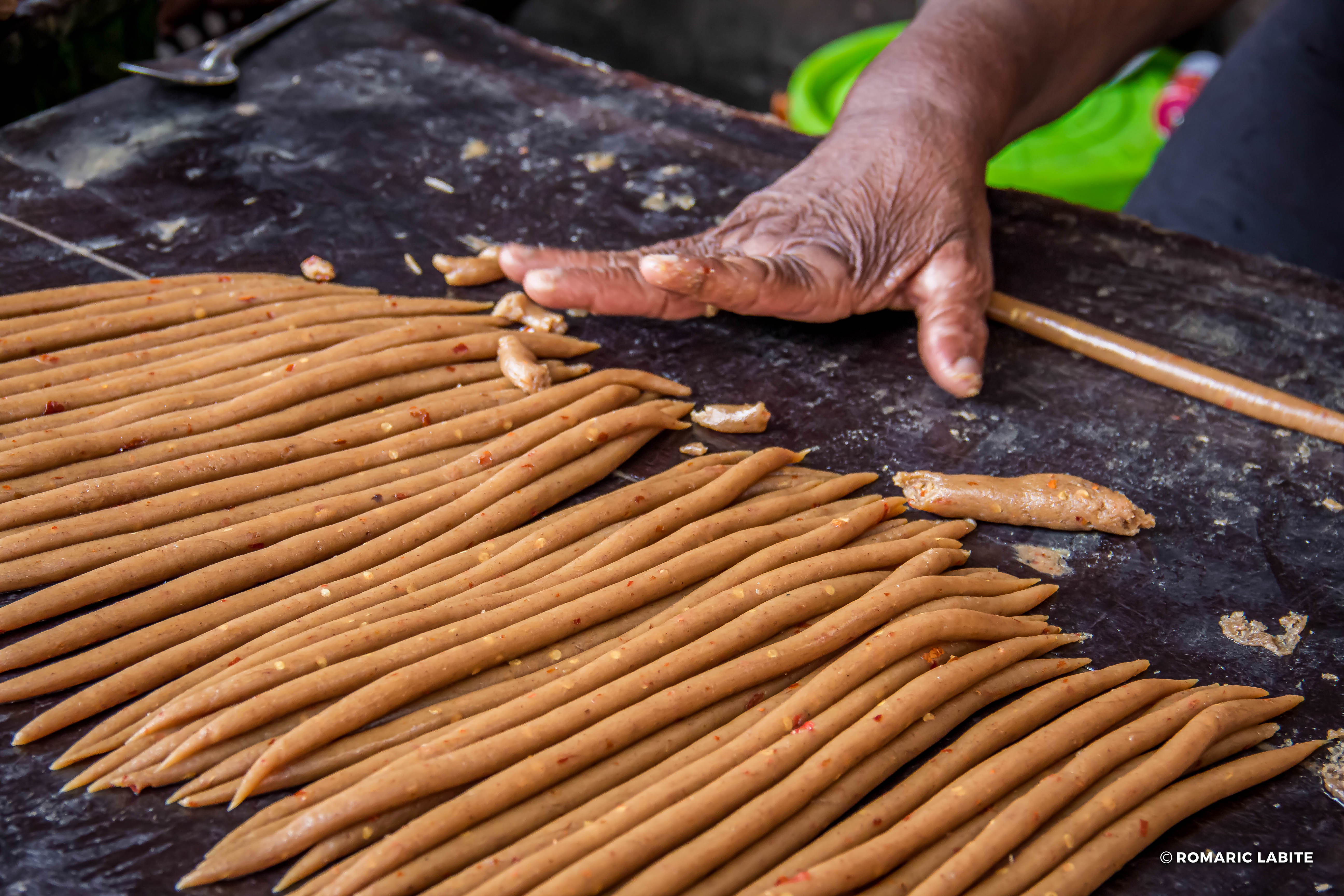
Préparation de galette d'arachide (klui klui)

Selon les régions, un klui klui peut être consommé au petit déjeuner, en apéritif, seul, avec du gari ou du pain.